# Margarita Pastene Valladares
Margarita Cleofas del Carmen Pastene Valladares (Antofagasta, 15 de julio de 1949) es periodista, columnista y académica chilena. Ejerció el cargo de presidenta del Colegio de Periodistas de Chileentre los periodos de noviembre de 2017 y febrero de 2020. El 29 de marzo de 2023 fue electa como directora ejecutiva de la Asociación Red de Investigadoras.

## Biografía
Margarita Pastene Valladares, nació el 15 de julio de 1949 en la Oficina Alemania, pueblo salitrero ubicado en la Región de Antofagasta, entre Taltal y Antofagasta. Se crio en el Norte de Chile y sus estudios de educación media comenzaron en el Instituto Santa María de Antofagasta, en donde se graduó en Humanidades. En su infancia mostró interés por la escritura, la investigación y los medios de comunicación e influenciada por figuras periodísticas, como Luis Hernández Parker y la radio, desarrolló una conexión especial con el mundo de la comunicación. Aunque inicialmente consideró estudiar biología, su verdadera pasión la llevó a regresar a Antofagasta y postularse para estudiar periodismo cuando se reabrieron las postulaciones en la Universidad Católica del Norte en 1969.
Durante sus años universitarios, combinó su interés en la música y el periodismo al unirse a un conjunto folclórico y participar en actividades políticas, como cantar en eventos de campaña para Salvador Allende. Orientó su carrera hacia el periodismo popular, colaborando con sindicatos y ayudando a comunidades, como el terminal pesquero de Antofagasta, a establecer sus propios medios de comunicación. 
Sin embargo, tras el golpe de Estado, su vida como periodista tuvo un quiebre. Trabajó en un banco comercial y desde allí logró incursionar en algunos medios de comunicación en Antofagasta, como Radio Minería y La Estrella del Norte, y más tarde también en el Canal 3 de TV de la Universidad del Norte. Tiempo después, tras la enfermedad de uno de sus hijos, tuvo que viajar a Santiago, donde gracias al apoyo de un periodista antofagastino, logró estar en “comisión de servicio” en la sección de regiones de El Mercurio de Santiago. Posteriormente, se incorporó como periodista en la revista deportiva de DIGEDER y fue relacionadora pública de la Asociación Cristiana de Jóvenes. Más tarde incursionó como redactora de temas especiales en el diario La Tercera y, por último, se incorporó como periodista del departamento de comunicaciones del Banco Internacional.  
Tras el regreso de su marido del extranjero vivieron intervenciones telefónicas y persecuciones, por lo que decidieron ir a Alemania y solicitar asilo político. A partir de ahí comenzó su trabajo periodístico político, cultural y de derechos humanos.
Regresó a Chile en diciembre de 1992, mediante el programa de retorno desarrollado por el gobierno alemán, que le permitió insertarse en la Escuela de Periodismo de la Universidad Católica del Norte. Luego de un año en esa casa de estudios, se convirtió en directora de la carrera de periodismo en la Universidad de Playa Ancha. En 1993, ganó un concurso público como coordinadora de radio en la escuela de periodismo de la Universidad de Santiago de Chile a media jornada y, posteriormente, también mediante concurso público ocupó el cargo de secretaria de estudios. 
Paralelamente a su desempeño profesional, desde el inicio de sus estudios de periodismo ha estado ligada a las organizaciones gremiales del periodismo, ocupando cargos de consejera regional, consejera nacional, integrante de tribunales regionales y nacionales de ética. Entre 2016 y 2020 fue presidenta nacional del Colegio de Periodistas de Chile y actualmente ocupa el cargo de secretaria general del Círculo de Periodistas de Santiago. 
Le ha correspondido participar en diversas instancias de distinciones a sus pares, al ser integrante del jurado para los Premios Lenka Franulic y Raquel Correa, que otorga la Asociación Nacional de Mujeres Periodistas. Fue jurado en la categoría universitaria del Premio de Periodismo de Excelencia de la Universidad Alberto Hurtado el año 2023.

## Trayectoria Profesional
Margarita Pastene Valladares realizó un Magíster en Ciencia Política en la Universidad de Tübingen en Alemania en el año 1987. En 1995 asumió como académica de la carrera de Periodismo en la Universidad de Santiago de Chile, en la cual trabajó hasta el año 2010. En paralelo, también ejerció como docente y directora de tesis de Postgrado en la Universidad Andrés Bello, en donde impartió el Seminario de Comunicación y Deporte, en el Magíster en Gestión de la Actividad Física. Desde el 2006 hasta el 2009 fue productora y conductora del Programa América Profunda en Radio Usach y el 2010 fue encargada de gestión y desarrollo en Vínculo Clave. 
En el año 2013 fue asesora de vinculación con el medio en la Universidad Central de Chile, ocupando su cargo como profesional independiente.
En 2015 fue directora general de Vinculación con el Medio (VCM)en la Universidad de Playa Ancha de Valparaíso, cargo en que definió e implementó la Política Integrada de VCM (VCM-Extensión y Comunicaciones) y desarrolló modelos de VCM para las Facultades y Departamentos. Fue presidenta nacional del Colegio de Periodistas de Chiledurante los años 2016-2018, reelecta el año 2019  hasta el 2020. En 2018 hasta el 2021 fue directora de Vinculación con el Medio, en la Universidad Metropolitana de Ciencias de la Educación. 
Actualmente es directora ejecutiva de Redes Chilena de Investigación, ReCH.

## Vida personal
Sus padres fueron Gilberto Pastene Guerrero e Hilda Valladares Escobedo. En 1970 contrajo matrimonio en Antofagasta con Raúl Ugarte Nieto, profesor de educación física. De esta unión nacieron Raúl Andrés Ugarte Pastene en 1971, quien se convirtió en ingeniero informático, y su hermano Fernando Javier Ugarte Pastene en 1972, quien desarrolló su carrera como músico y diseñador gráfico. Actualmente, ambos viven en Alemania con sus familias. 
En Santiago, en el año 1982, nació Isabel Margarita Ugarte Pastene, quien actualmente ejerce como abogada. Luego, en 1984, nació Pablo Manuel Ugarte Pastene en Tübingen, Alemania, el que actualmente se desempeña como profesor de educación física.

### Exilio
Antes de partir al exilio trabajó en el Banco Internacional en Santiago, en la oficina de prensa, hasta que tuvo que partir producto del golpe de Estado en 1973. Tras esto, Margarita y su familia llegan a Alemania y piden asilo político. Acá trabajó para revistas culturales, como la extinta revista Don Reca y en Radio Habana Cuba. En diciembre de 1992 vuelve a Chile luego de años de trabajo para el país en el exterior. 

### Música
Durante sus primeros años de universidad, Margarita comenzó a incursionar en el mundo artístico al unirse al conjunto folclórico de la Universidad Católica del Norte (COFUN), contexto en el que conoció a su futuro esposo. Juntos decidieron formar el grupo "Jalpallay" adentrándose en conjunto en el mundo musical, centrados en el canto, y a la vez participaron del conjunto Inacaliri, en donde Raúl fue director. En 1970, participaron en Santiago en la grabación del álbum “Voces del Desierto”. 
Junto a su marido decidieron utilizar su arte como un medio para contribuir a la campaña política de Salvador Allende, culminando este compromiso con una destacada presentación en el cierre de campaña en Antofagasta.
A lo largo de su carrera artística, mantuvo una constante dualidad entre el periodismo y la música, fusionando ambas pasiones en su vida.
En 1989, lanzó en Alemania, en colaboración con Ángel Parra, el álbum titulado "Llévame A Volar Contigo".

### Gremio
Desde 2010, Margarita ha estado activamente involucrada en el ámbito periodístico y gremial. Durante el periodo entre el año 2016 y 2020, se destacó por ocupar el cargo de presidenta nacional del Colegio de Periodistas de Chile, además de ser miembro del Tribunal de Ética Metropolitano del Colegio de Periodistas. Colabora con la revista suizo-alemana Welt-Sichten, aportando artículos desde el año 2023, enfocándose en escribir sobre temas relacionados con derechos humanos y políticos. 
En 2016 se presentó como candidata a la presidencia nacional del Colegio de Periodistas, después de haber sido consejera a nivel nacional y regional. En su segundo mandato como presidenta, logró asegurar la mayoría de votos en la región de Antofagasta, lo que fue un factor significativo para su elección. 
Actualmente, desempeña el cargo de secretaria en el Círculo de Periodistas, el cual ocupa desde julio del año 2022. También es miembro del Consejo Asesor del Fondo de Estudios sobre el Pluralismo en el Sistema Informativo Nacional, en representación del Colegio de Periodistas de Chile. Además, cumple la función de evaluar proyectos para el Plan de Fortalecimiento y Áreas Estratégicas del Mineduc. 